# National Women’s League 2016
National Women’s League 2016 – dziewiąta edycja najwyższej klasy rozgrywkowej w żeńskim rugby union w Kanadzie. Zawody odbywały się w dniach 16–21 sierpnia 2016 roku.
Transmitowane w Internecie zawody odbyły się systemem kołowym, a o mistrzostwo kraju walczyło pięć zespołów. Turniej rozegrano w pięciu rundach w ciągu sześciu dni, a podczas każdej z nich jedna z drużyn pauzowała. Jednocześnie rozegrano także męskie i żeńskie mistrzostwa w kategoriach U-16 i U-18, a jednodniowe bilety wstępu kosztowały 6, zaś na cały turniej 30 CAD. W zawodach triumfowała ekipa z Quebecu przy tej samej liczbie punktów jak zespół z Ontario plasując się wyżej dzięki zwycięstwu w bezpośrednim meczu.

## Mecze
| 16 sierpnia 201612:00 | Ontario Storm | 17:15 | Wolfpack | Fletcher’s Fields, Markham |
| 16 sierpnia 201612:00 |               | 17:15 |          | Fletcher’s Fields, Markham |

| 16 sierpnia 201614:00 | Nova Scotia Keltics | 0:50 | Equipe Quebec | Fletcher’s Fields, Markham |
| 16 sierpnia 201614:00 |                     | 0:50 |               | Fletcher’s Fields, Markham |

| 17 sierpnia 201614:00 | Equipe Quebec | 12:22 | British Columbia | Fletcher’s Fields, Markham |
| 17 sierpnia 201614:00 |               | 12:22 |                  | Fletcher’s Fields, Markham |

| 18 sierpnia 201613:00 | Nova Scotia Keltics | 6:33 | Wolfpack | Fletcher’s Fields, Markham |
| 18 sierpnia 201613:00 |                     | 6:33 |          | Fletcher’s Fields, Markham |

| 18 sierpnia 201615:00 | British Columbia | 15:26 | Ontario Storm | Fletcher’s Fields, Markham |
| 18 sierpnia 201615:00 |                  | 15:26 |               | Fletcher’s Fields, Markham |

| 19 sierpnia 201612:00 | British Columbia | 45:7 | Nova Scotia Keltics | Fletcher’s Fields, Markham |
| 19 sierpnia 201612:00 |                  | 45:7 |                     | Fletcher’s Fields, Markham |

| 19 sierpnia 201614:00 | Ontario Storm | 24:46 | Equipe Quebec | Fletcher’s Fields, Markham |
| 19 sierpnia 201614:00 |               | 24:46 |               | Fletcher’s Fields, Markham |

| 20 sierpnia 201616:00 | Wolfpack | 5:24 | Equipe Quebec | Fletcher’s Fields, Markham |
| 20 sierpnia 201616:00 |          | 5:24 |               | Fletcher’s Fields, Markham |

| 21 sierpnia 201612:00 | Wolfpack | 10:35 | British Columbia | Fletcher’s Fields, Markham |
| 21 sierpnia 201612:00 |          | 10:35 |                  | Fletcher’s Fields, Markham |

| 21 sierpnia 201614:00 | Ontario Storm | 51:0 | Nova Scotia Keltics | Fletcher’s Fields, Markham |
| 21 sierpnia 201614:00 |               | 51:0 |                     | Fletcher’s Fields, Markham |